# منیستی ریور
منیستی ریور (به انگلیسی: Manistee River) رودخانه‌ای است که در ایالات متحده آمریکا جریان دارد.